# Колима (регіон)

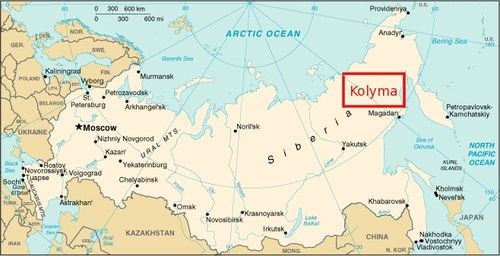
Розташування Колими

Колима́ — розмовна назва регіону в басейні річки Колима на Далекому Сході Росії, де в роки масових репресій 1932—1954 розташовувались виправно-трудові табори з особливо важкими умовами життя та праці. Адміністративний центр Колими — місто Магадан.

## Фото

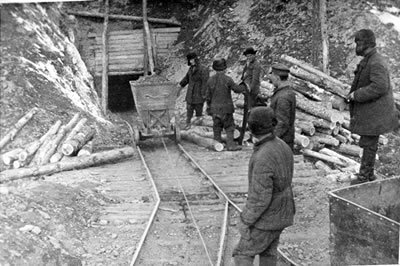
Золоторудна шахта
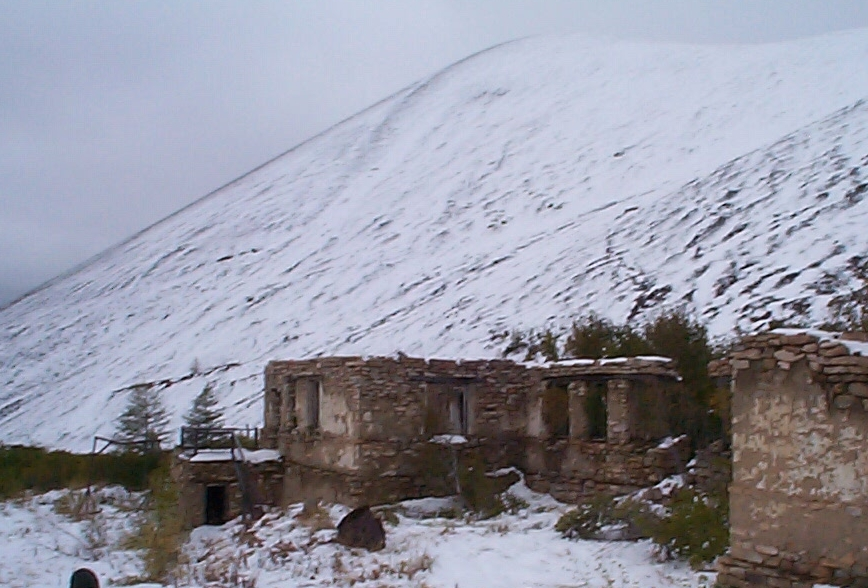
Руїни управління олов'яної шахти, на якій працювали в'язні ГУЛАГу
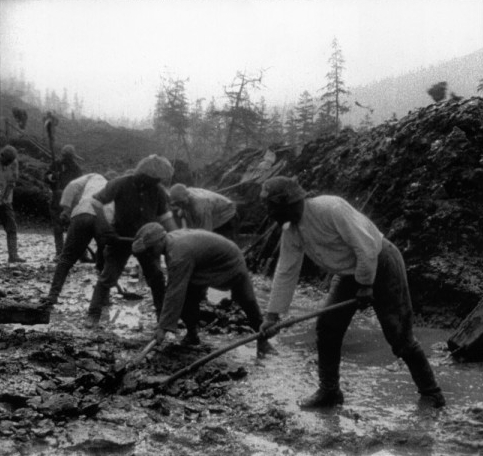
Будівництво дороги в'язнями ГУЛАГу (частина «Дороги кісток» з Магадану до Якутська)
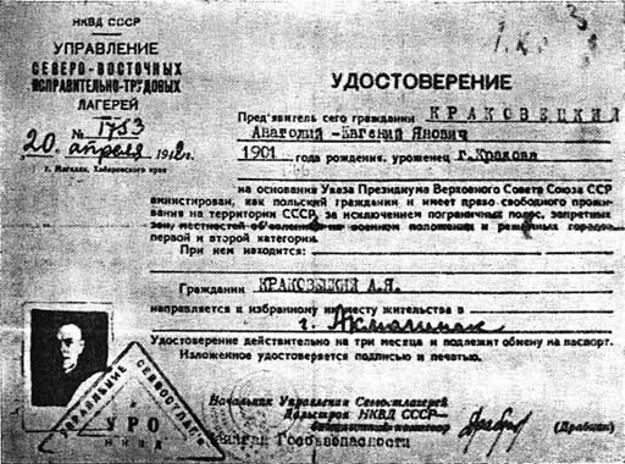
Документи репресованого поляка
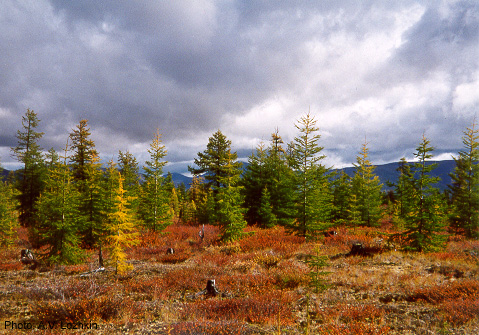
Пейзаж — осінній арктичний ліс Колими